# Танцювальна платформа

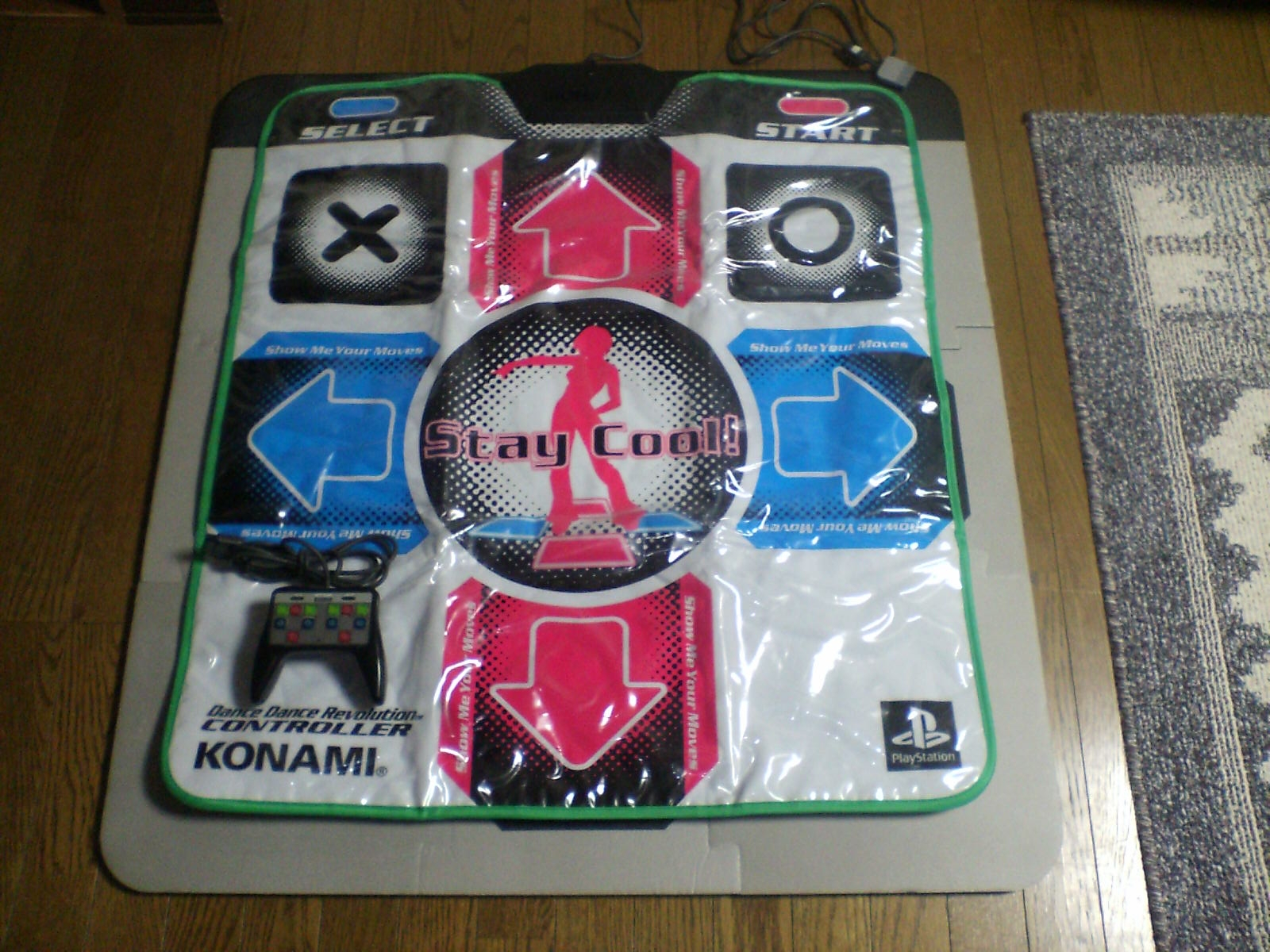
Танцювальна платформа DDR для версії на PlayStation

Танцювальна платформа, також відома як танцювальний мат, танцювальний килимок або денспад — плоский ігровий контролер, який використовується в танцювальних іграх. Існують теж не-танцювальні ігри, в яких управління можна здійснювати за допомогою денспада. Велика частина платформ нагадує матрицю 3×3 з квадратних панелей, на які може ставати гравець. Деякі панелі, або навіть всі, використовуються для вибору певного напряму або дії в грі. Ряд танцювальних платформ має спеціальні кнопки поза основною частиною, наприклад, «Start» та «Select». Платформи часто з'єднують разом для гри в спеціальних ігрових режимах.
Популярні аркадні ігри такі як «Dance Dance Revolution», «In The Groove» і «Pump It Up» використовують великі сталеві платформи, з'єднані з аркадним автоматом, тоді як консольні версії зазвичай використовують м'які пластикові денспади. Такі «домашні» платформи спеціально створені для систем подібне до GameCube, PlayStation або Xbox, але також можуть використовуватися і в комп'ютерних симуляторах, наприклад в «StepMania», завдяки спеціальним адаптерам.

## Типи танцювальних платформ

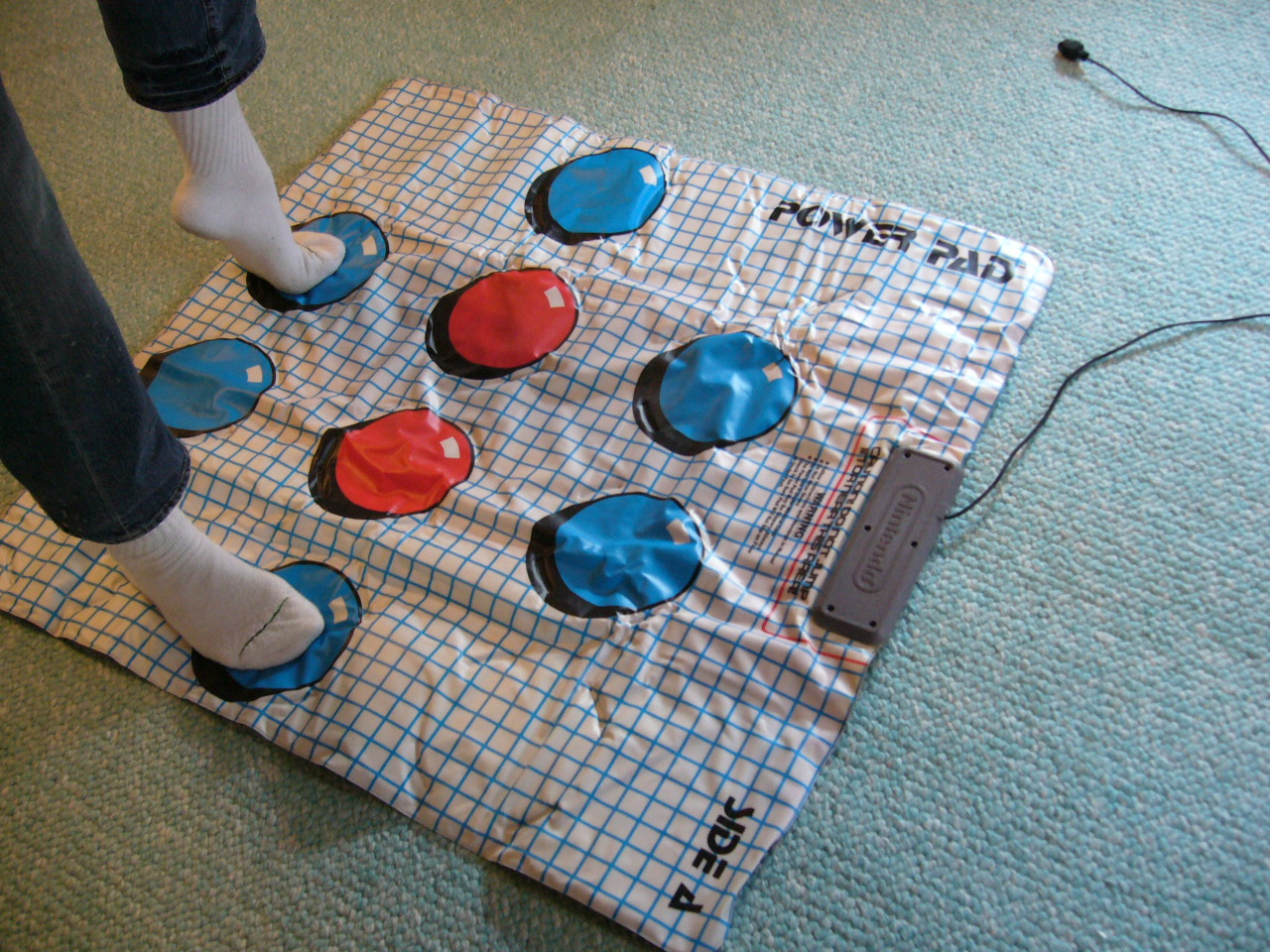
Power Pad для Nintendo Entertainment System, бік А

- «М'які» платформи — тонкі та зроблені з пластику. Деякі з подібних платформ містять щільну піну всередині або тверді вкраплення для більшої стійкості на підлозі.
- «Тверді» платформи зазвичай створюються з металу (іноді дерева) та часто супроводжуються поручнем за спиною у гравця. Аркадні автомати використовують довговічні металеві платформи. Умілі гравці з'ясували, що грати зручніше, якщо повиснути на поручні — тому навіть для домашніх машин інколи будують важкі платформи, зібрані з труб і куточків.

## Інші ігри, в які можна грати, використовуючи денспад
Деякі ігри, для яких можна використовувати денспад, не укладаються в тому, щоб натискання стрілок лягало на ритм пісні:
- Багато з ігор, розроблених для NES Power Pad
- Breakthrough Gaming Presents: Axel
- Міні-ігри в Dance Dance Revolution: Mario Mix
- Kraft Rocking the Boat
- Kraft Soccer Striker
- Kraft Virtual Dojo
- DDR-A-Mole — гра, схожа на Whac-A-Mole[1]